# رانی بارکر
 رانی بارکر (انگلیسی: Ronnie Barker؛ ۲۵ سپتامبر ۱۹۲۹ – ۳ اکتبر ۲۰۰۵) یک هنرپیشه اهل بریتانیا بود.
از مهمترین آثار بارکر برنامه طنز تلویزیونی رونی و رونی در شبکه بی بی سی بمدت ۱۵ سال و بازی در فیلم قهرمانان زندان بود.
از فیلم‌ها یا مجموعه‌های تلویزیونی که وی در آن‌ها نقش داشته است، می‌توان به هلیم اشاره نمود.